# خلهكفش سفلي (مقاطعة دالاهو)
خلهكفش سفلي (بالفارسية: خله‌کفش سفلی) هي قرية تقع في كرمانشاه في إيران. يقدر عدد سكانها بـ 8 نسمة .